# Léo Larguier
Leó César Larguier Albin, más conocido como Leo Larguier (La Grand-Combe, 6 de diciembre de 1878- París, 31 de octubre de 1950) fue un poeta, novelista, crítico literario y ensayista francés.

## Biografía
Hijo de una antigua familia campesina de hugonotes, su padre, Anselme Albert Honoré Larguier, era carpintero. Estudió en la escuela de Alès y se interesó por la poesía. En 1899 realizó el servicio militar en Aix-en-Provence, donde trabó amistad con Paul Cézanne. Al inicio de la Primera Guerra Mundial, fue movilizado y herido en 1915. Vivió en París desde que tenía veinte años y fue allí donde, a pesar de los deseos de sus padres, se desinteresó por los estudios, para frecuentar los ambientes artísticos de la vanguardia francesa. Autor de numerosas obras, destacan sus poesías, ensayos y sus libros de memorias, donde realiza una descripción precisa del París de finales de los años 1930. Miembro de la Academia Goncourt desde 1935, en 1940, la ocupación de Francia por la Alemania nazi le obligó a abandonar París.

## Obra
Del conjunto de su obra, destacan:
- Les isoléments
- Le faiseur d'or Nicolas Flamel
- Le citoyen Jaurès
- Théophile Gautier
- François Coppée
- Alphonse de Lamartine
- Théodore Aubanel
- Cézanne ou La lutte avec l'ange de la peinture